# Exton Hall
Exton Hall est une maison de campagne anglaise située à l'extrémité ouest du village d'Exton, Rutland, en Angleterre, située dans un parc étendu, et est le siège des comtes de Gainsborough.

## Histoire

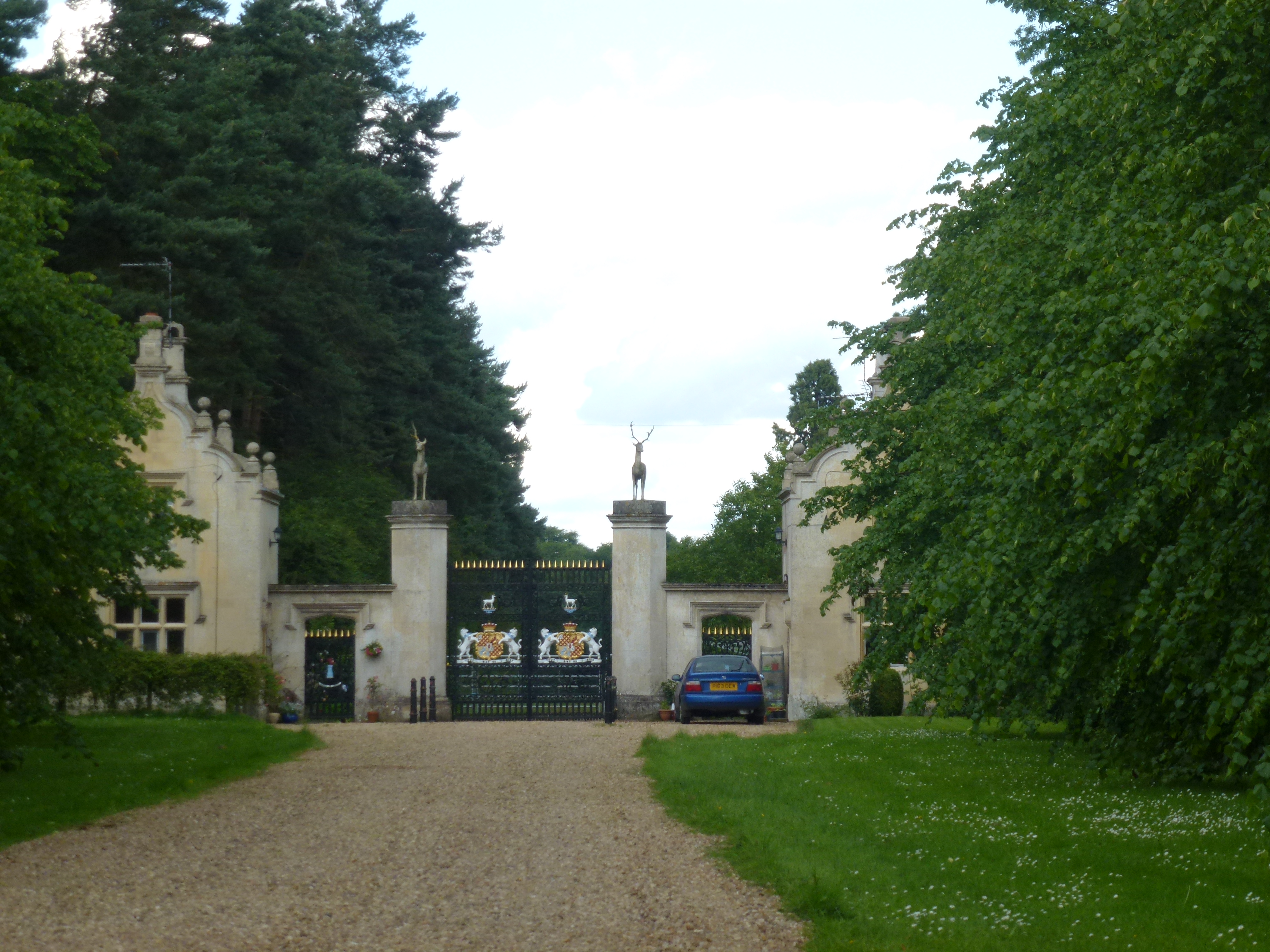
Porte d'Exton Park

Exton Hall est auparavant le siège de la famille de James Harington. Un ancien manoir, qui a brûlé en 1810, est maintenant une ruine, avec de grands pignons et de belles cheminées, comme dans de nombreuses maisons élisabéthaines. Les ruines sont inscrites au registre du patrimoine en péril de l'Historic England, dans la catégorie de priorité : C - "dégradation lente ; aucune solution convenue".
L'actuel Exton Hall est construit au XIXe siècle à proximité des ruines de la maison d'origine. En 1869, une chapelle catholique romaine, dédiée à saint Thomas de Cantorbéry est ajoutée, sur un projet de Charles Alban Buckler .
La maison est utilisée par des éléments de l'US Army Air Force pendant la Seconde Guerre mondiale.
En 1948, Anthony Noel, 5e comte de Gainsborough, accorde aux United Steel Companies un bail pour extraire la pierre de fer dans le parc. Sundew, la plus grande pelle à benne traînante au monde, travaille la terre de 1957 à 1974, date à laquelle l'exploitation minière cesse.
La maison est l'une des demeures seigneuriales d'Angleterre associée à la légende du rameau de gui. C'est maintenant la maison privée d'Henry Noel, vicomte Campden, fils et héritier d'Anthony Noel, 6e comte de Gainsborough. Bien qu'il ne soit normalement pas ouvert au public, il est disponible à la location pour un nombre limité de mariages privés.

## Parc

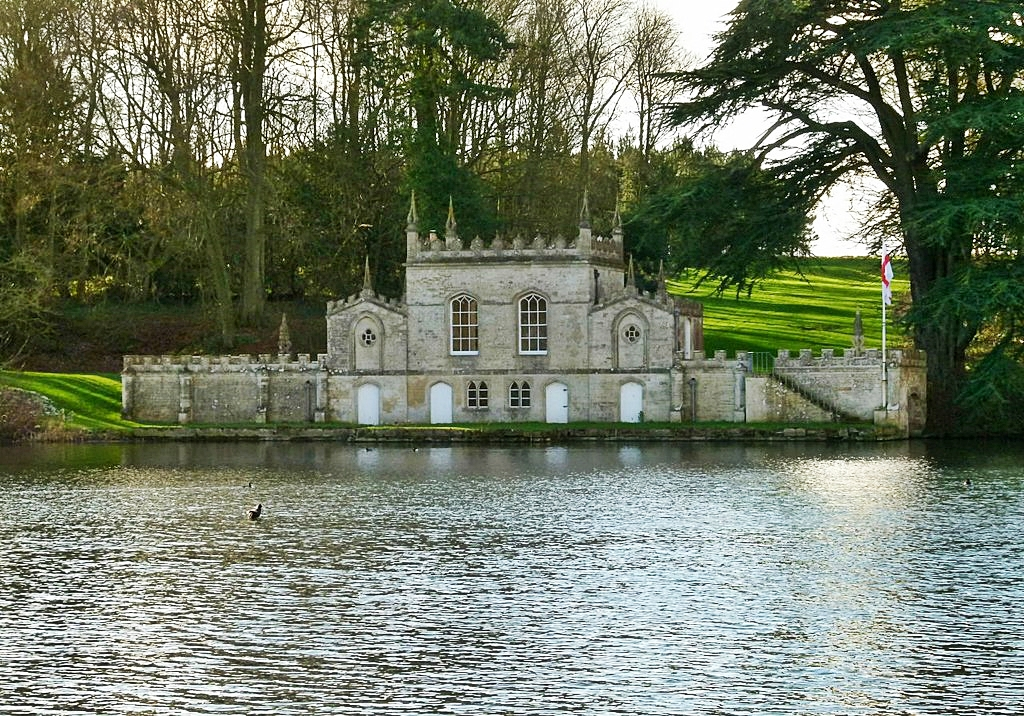
Fort Henry à Exton Park

Dans le parc se trouve Fort Henry, une maison de plaisance construite en 1788 dans le style gothique, qui surplombe les lacs formés par le North Brook.
Le parc est vaste et s'étend sur les paroisses d'Exton, Cottesmore, Greetham et Horn.